# Chiyori Tateno
Chiyori Tateno (立野 千代里, Tateno Chiyori) est une judokate japonaise née le 25 juin 1970 à Moriguchi.

## Biographie
Elle dispute les Jeux olympiques d'été de 1992 à Barcelone où elle remporte une médaille de bronze.

## Palmarès

### Jeux olympiques
- Jeux olympiques d'été de 1992 à Barcelone
  -  Médaille de bronze en -56 kg[1].

### Championnats du monde
- Championnats du monde de judo 1993 à Hamilton
  -  Médaille d'argent en -56 kg
- Championnats du monde de judo 1997 à Paris
  -  Médaille de bronze en -56 kg